# Куинз Юниверсити
«Куинз Юниверсити» (англ. Queen's University Belfast AFC) — североирландский футбольный клуб из города Белфаст. Цвета клуба черно-белые.
«Куинз Юниверсити» основан в 1910 году, когда Колледж в результате проведенной реформы стал Университетом. «Куинз» является одним из основателей Северной лиги в 1923 году и Ирландского второго дивизиона в 1951 году. В команде установлено правило в соответствии с которым все игроки должны обучаться в Королевском университете Белфаста или быть его выпускниками. Старейшая фотография команды была сделана в 1939 году. В 1960-е годы в клуб входило 5 команд, в 1980-е их было 3, как и сейчас.